# Соколівщина (Полтавський район)
Соколі́вщина — село в Україні, у Зіньківській міській громаді Полтавського району Полтавської області. Населення становить 204 осіб. До 2020 орган місцевого самоврядування — Власівська сільська рада.

## Географія
Село Соколівщина знаходиться за 1,5 км від правого берега річки Ташань, на відстані 1 км від сіл Горобії та Переліски, та за 2 км від міста Зіньків.
На заході село межує з лісовим масивом (осика, дуб).

## Населення

### Мова
Розподіл населення за рідною мовою за даними перепису 2001 року:
| Мова       | Кількість | Відсоток |
| ---------- | --------- | -------- |
| українська | 199       | 97.07%   |
| російська  | 5         | 2.93%    |
| Усього     | 204       | 100%     |

## Історія
За спогадами старожилів село засноване паничем Соколовським, який отримав тут володіння від Катерини ІІ.
За даними на 1859 рік у козацькому селі Зіньківського повіту Полтавської губернії, мешкала 361 особа (167 чоловічої статі та 194 — жіночої), налічувалось 59 дворових господарств.
Станом на 1910 рік на хуторі Соколовському Великопавлівської волості мешкало 300 осіб, налічувалось 58 господарств (46 — козаків, 4 — селян, 3 — інших, 5 — привілейованих). Земель під господарствами — 242 десятини, орної — 152, під посівами — 186. Головні неземлеробські заняття мешканців: теслярі — 9, колодязники — 5, поденники — 15, столяри — 1, ткачі — 1 та ін.
За переписом 1926 року на хуторі у 97 господарствах мешкав 461 житель (217 чоловіків і 244 жінки).
У часи примусової колективізації в селі було створено колгосп «Іскра». У роки Голодомору 1932—1933 років загинуло близько 120 осіб.
1970 року було збудоване нове приміщення сільського клубу, при якому існував хор.
У ліквідації аварії на Чорнобильській АЕС брали участь чотири жителі села.
12 червня 2020 року, відповідно до розпорядження Кабінету Міністрів України № 721-р «Про визначення адміністративних центрів та затвердження територій територіальних громад Полтавської області», село увійшло до складу Зіньківської міської громади.
19 липня 2020 року, в результаті адміністративно - територіальної реформи та ліквідації Зіньківського району, село увійшло до складу новоутвореного Полтавського району Полтавської області.

## Інфраструктура
У Соколівщині працюють фельдшерський пункт, магазини, клуб, бібліотека з книжковим фондом 5405 примірників.

## Відомі люди
- Шум Микола Степанович — заслужений працівник культури Росії, заступник губернатора Мурманської області з питань культури.